# Quadraceps semifissus
Quadraceps semifissus är en insektsart som först beskrevs av Nitzsch in Giebel, och fick sitt nu gällande namn av  1866. Quadraceps semifissus ingår i släktet Quadraceps och familjen fjäderlöss. Inga underarter finns listade i Catalogue of Life.